# Fairyland
Fairyland é o 36º single da cantora japonesa Ayumi Hamasaki, lançado em 3 de agosto de 2005. O single contém a faixa B-side "alterna", que também foi lançado no álbum (miss)understood. Foi o primeiro single de Ayumi a ter duas capas diferentes para os diferentes formatos lançados: CD e CD+DVD. O single estreou em 1º lugar na Oricon e vendeu 172.000 cópias na primeira semana.
O single foi certificado como Platina pela RIAJ, por ter mais de 250.000 cópias vendidas.

## Informação
"fairyland" foi utilizada para diversos fins comerciais: foi tema para o comercial de Camellia Diamond, tema de abertura do mês de agosto para o show Music Fighter, música-imagem para NTV "Sports Urugus" e foi a canção oficial do X-TRAIL NISSAN CUP.
"alterna" foi usada em um comercial da Panasonic para a versão FX8 de sua câmera Lumix.

## Vídeo Clip
O vídeo clip de "fairyland" foi filmado no Havaí e é um dos mais caros vídeos de música do mundo, por ter custado 240 milhões de ienes (equivalente a 2 milhões de dólares).

## Faixas
Todas as faixas escritas e compostas por Ayumi Hamasaki. 
| CD  |                                              |         |  |
| N.º | Título                                       | Duração |  |
| 1.  | "fairyland"                                  | 5:15    |  |
| 2.  | "alterna"                                    | 5:27    |  |
| 3.  | "STEP you (DJ TAKI-SHIT More Step Up remix)" | 4:16    |  |
| 4.  | "fairyland (Bright Field mix)"               | 5:30    |  |
| 5.  | "fairyland (Instrumental)"                   | 5:18    |  |
| 6.  | "alterna (Instrumental)"                     | 5:27    |  |

| DVD |                                         |         |  |
| N.º | Título                                  | Duração |  |
| 1.  | "fairyland (Vídeo Clip)"                | 5:30    |  |
| 2.  | "alterna (Vídeo Clip)"                  | 5:42    |  |
| 3.  | "Fairyland ("making of" photo gallery)" | 7:22    |  |

## Vendas
| Parada                           | Posição | Total de Vendas | Semanas |
| -------------------------------- | ------- | --------------- | ------- |
| Oricon Parada Diária de Singles  | 1       | 316,663         | 13      |
| Oricon Parada Semanal de Singles | 1       | 316,663         | 13      |
| Oricon Parada Mensal de Singles  | 4       | 316,663         | 13      |
| Oricon Parada Anual de Singles   | 25      | 316,663         | 13      |